# Akbarābād-e Barkhordār
Akbarābād-e Barkhvordār (persiska: Akbarābād-e Pā’īn, اکبر آباد برخوردار, Akbarābād-e Barkhowrdār) är en ort i Iran.   Den ligger i provinsen Kerman, i den centrala delen av landet, 700 km sydost om huvudstaden Teheran. Akbarābād-e Barkhvordār ligger 1 484 meter över havet och antalet invånare är 299.
Terrängen runt Akbarābād-e Barkhvordār är platt, och sluttar brant västerut.Runt Akbarābād-e Barkhvordār är det ganska glesbefolkat, med 42 invånare per kvadratkilometer. Närmaste större samhälle är Rafsanjān, 12,7 km söder om Akbarābād-e Barkhvordār. Omgivningarna runt Akbarābād-e Barkhvordār är i huvudsak ett öppet busklandskap.